# École polytechnique universitaire de Nantes Université
Die École polytechnique universitaire de Nantes Université (Polytech Nantes) ist eine französische Ingenieurhochschule, die 2000 gegründet wurde.
Die Schule bildet Ingenieure in zehn Hauptfächern aus:
- Elektronik und digitale Technologien
- Tiefbau
- Elektrotechnik
- Verfahrens- und Bioverfahrenstechnik
- Informatik
- Materialwissenschaften
- Wärme- und Energiewissenschaft
- Energien
- Netzwerk- und Telekommunikationssysteme
- Steuerbefehl von elektrischen Systemen[2]

Polytech Nancy mit Sitz in Nantes, Saint-Nazaire und La Roche-sur-Yon ist eine öffentliche Hochschule. Die Schule ist Mitglied der Universität Nantes.